# Касаи, Юна
Юна Касаи (яп. 葛西 優奈; род. 4 февраля 2004, Саппоро) — японская лыжница, выступающая в лыжном двоеборье. Чемпионка мира 2025 года, чемпионка зимней Универсиады 2023 года, победительница этапа Кубка мира.

## Карьера
Юна Касаи В марте 2018 года, в возрасте 14 лет, приняла участие в 96-м чемпионате Японии по лыжным видам спорта, который проходил в Найоро, и заняла четвёртое место в лыжном двоеборье, отстав от бронзового призёра на 38 секунд. На 97-м чемпионате Японии по лыжным видам спорта в 2019 году Юна завоевала свою первую национальную медаль, заняв второе место после Аяне Миядзаки.
На чемпионате мира по лыжным видам спорта среди юниоров 2021 года в Лахти Юна заняла четвёртое место в индивидуальных соревнованиях по лыжному двоеборью. В том же году на Кубке мира по лыжному двоеборью она завоевала бронзу в масс-старте, а также бронзу в индивидуальной категории в Отепя.
На зимних университетских играх 2023 года в Лейк-Плэсиде Юна Касаи завоевала золото в масс-старте лыжного двоеборья и серебро в индивидуальной гонке.
В сезоне 2024/2025 года японская спортсменка впервые в карьере одержала победу.
На чемпионате мира 2025 года в Тронхейме стала победительницей в масс-старте. 

## Личная жизнь
Старшая сестра-близнец — Харука Касаи, также занимается лыжным двоеборьем. Вместе они учились в неполной средней школе Нисино, а затем перешли в среднюю школу Саппоро при Токайском университете. Затем обе поступили на факультет спортивных наук Университета Васэда.

### Чемпионат мира
- 1 медаль (1 золото)

| Год                                                  | Возраст | NH     |
| ---------------------------------------------------- | ------- | ------ |
| Тронхейм 2025, масс-старт 5 км + нормальный трамплин | 21      | Золото |

### Победы на этапе
| Год                                               | Возраст | NH |
| ------------------------------------------------- | ------- | -- |
| Отепя 2025, 5 км масс-старт + нормальный трамплин | 21      | 1  |